# Haveneiland

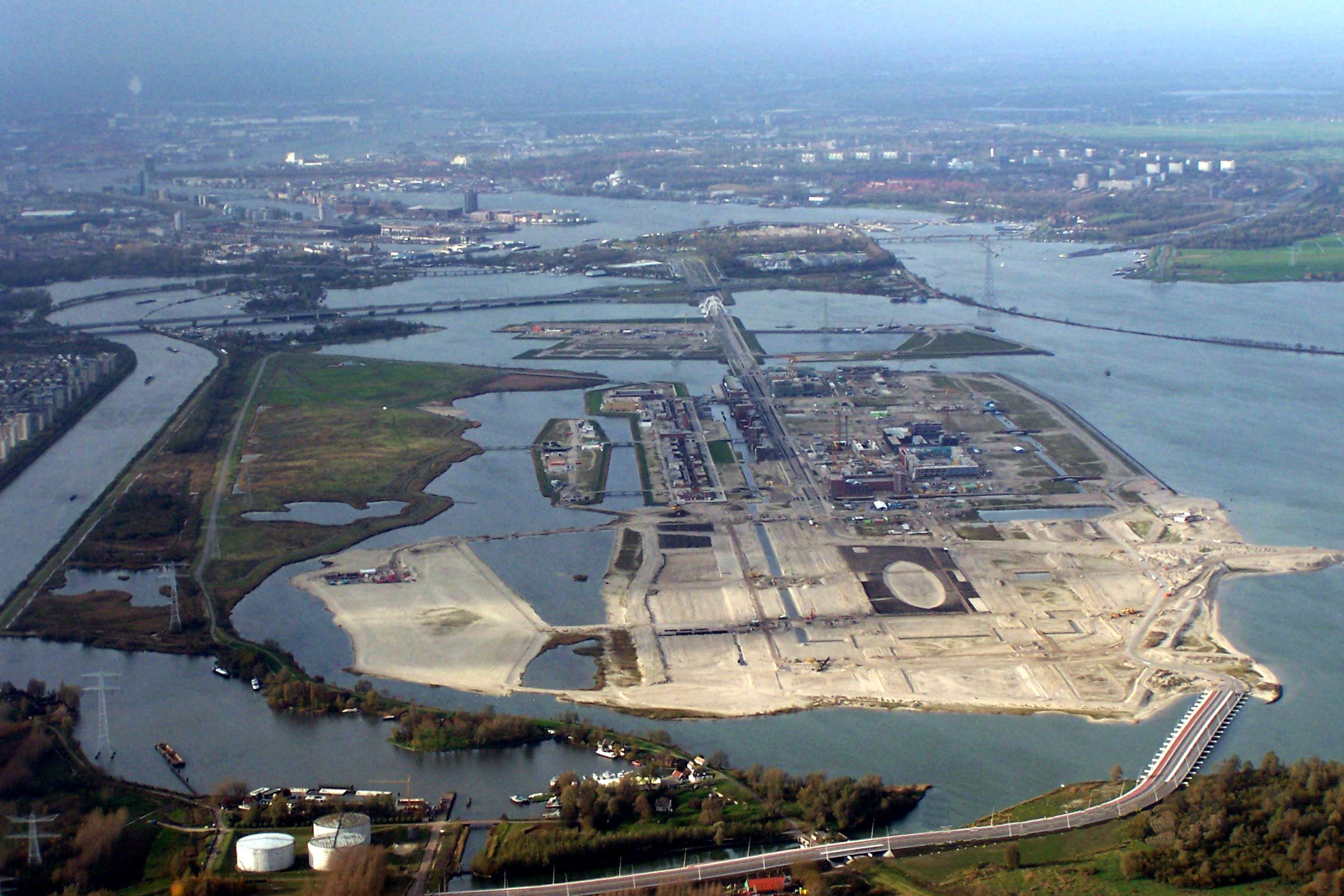
IJburg in aanbouw in 2004. Haveneiland en de Benno Premselabrug op de voorgrond; op de achtergrond Steigereiland en de Enneüs Heermabrug; links de Rieteilanden, Diemerpark, Diemerzeedijk en het Amsterdam-Rijnkanaal.

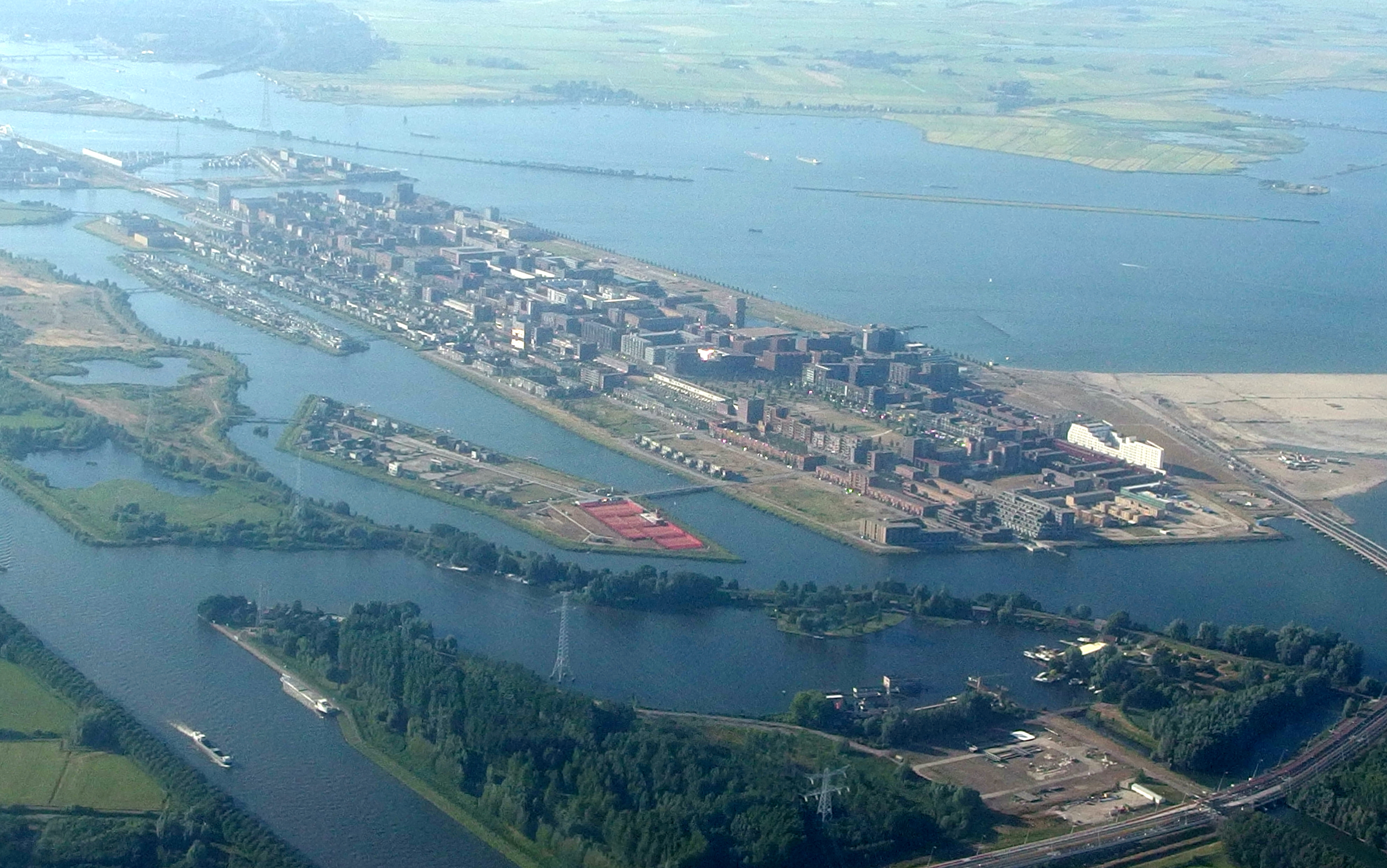
Haveneiland in 2014

Het Haveneiland is het grootste van de eilanden waaruit de Amsterdamse wijk IJburg bestaat. Het is via bruggen verbonden met het Steigereiland, de Rieteilanden, en het Centrumeiland. De naam van het eiland is ontleend aan de binnen het eiland gelegen jachthaven die via een sluis is verbonden met het IJmeer.
Haveneiland heeft een dichte bebouwing die grotendeels bestaat uit gebouwen van drie of vier verdiepingen met op enkele plekken uitschieters tot twaalf lagen. Het stratenplan is opgezet als een 'grid': rechte straten met rechthoekige blokken, zoals ook in veel Amerikaanse steden gebruikelijk is. Het stratenplan wordt doorkruist door verschillende grachten. De straten en grachten zijn vernoemd naar fotografen en filmers. 
De hoofdweg op Haveneiland is de IJburglaan/Pampuslaan, die deel uitmaakt van de stadsroute s114, en die het eiland aan de oost- en westzijde ontsluit voor het wegverkeer. Ook de IJtram  volgt deze route vanaf het centrum van Amsterdam, via de Piet Heintunnel. Sinds de opening op 28 mei 2005 heeft de IJtram (tramlijn 26) zijn eindpunt op Haveneiland. Aan de IJburglaan heeft de tram vier haltes: Vennepluimstraat, Diemerparklaan, Lumièrestraat en IJburg (Pampuslaan). Deze tramlijn zal in 2025 via de Pampuslaan worden doorgetrokken naar Centrumeiland en Strandeiland. Aan de westzijde is Haveneiland door Brug 2002 verbonden met het Steigereiland en door kleine bruggen met het Grote Rieteiland. In dit deel van het eiland zijn een winkelcentrum en markt gelegen. Aan de oostzijde is Haveneiland door Brug 2048 verbonden met het Rieteiland-Oost en via Brug 2030 en de Pampuslaan met het Centrumeiland. Centrumeiland is verbonden met de oostelijke ontsluiting van IJburg. In het oostelijk deel van Haveneiland bevinden zich een jachthaven en een stadspark, het Theo van Goghpark, waarnaast ook het eindpunt van de IJtram gelegen is.